# وادي معربان
وادي معربان يقع بمنطقة يافع باليمنوهو وادي ضيق ويطلق عليه سدة يافع ويحده من الشرق السعدي ومن الغرب وادى يهر وشمالا شعب ومن الجنوب جلة يهر.

## تقسيمات
ينقسم الوادي الي قسمين هما من دخلة معربان إلى غيل المحالة ( نابره والعرش وسرار) ومن غيل المحالة إلى جبل السعدى (اعلى معربان واسفل معربان ).

## توابعه
أشهر القرى هي قرية العرش ومعزبة بن عناش والدملاة.

## الشهرة
يشتهر الوادي بزراعة البن والقات.